# Janovičky (Heřmánkovice)

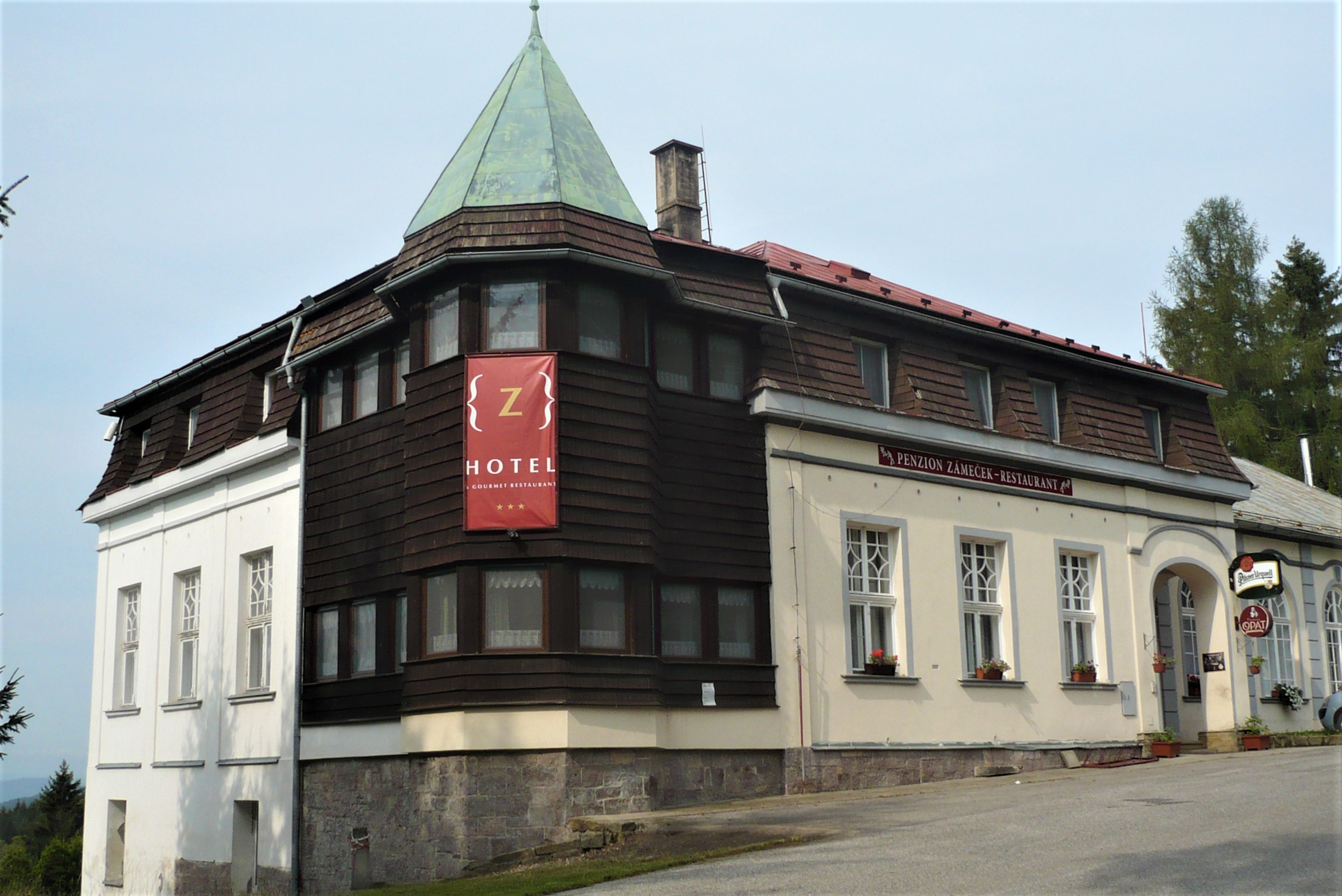
Hotel Zámeček

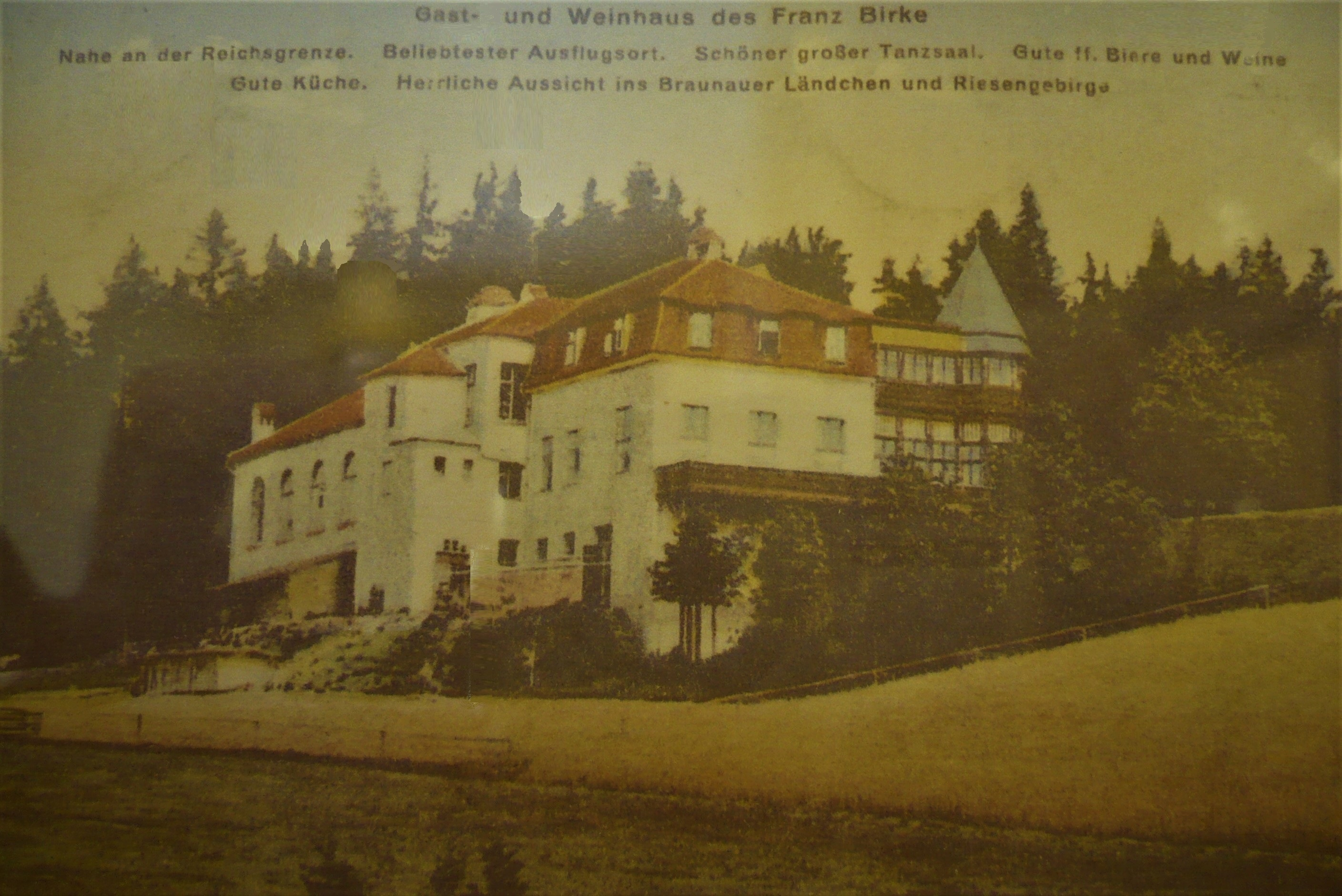
Gast- und Weinhaus von Franz Birke (1916), heute Hotel Zámeček

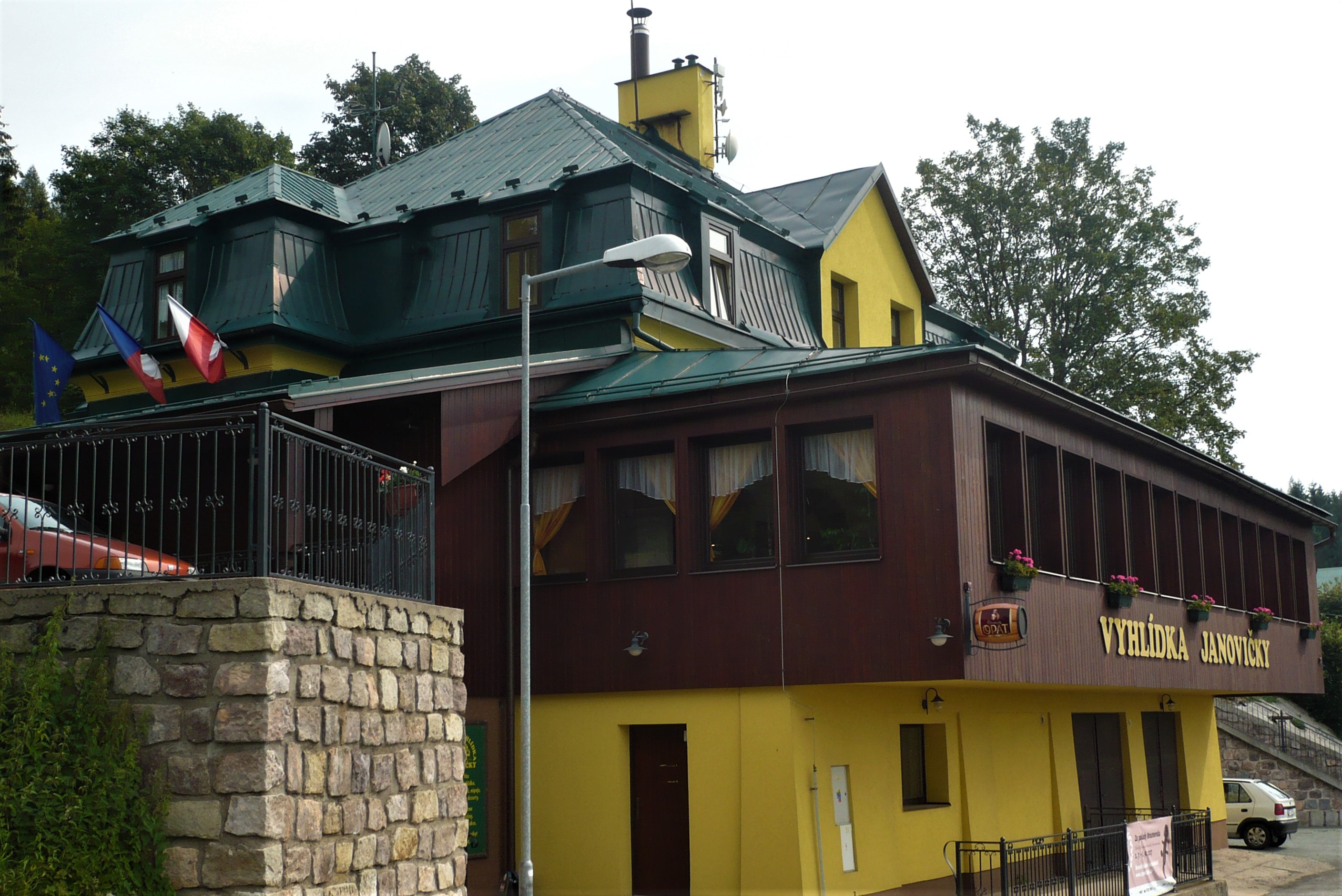
Gaststätte Vyhlídka

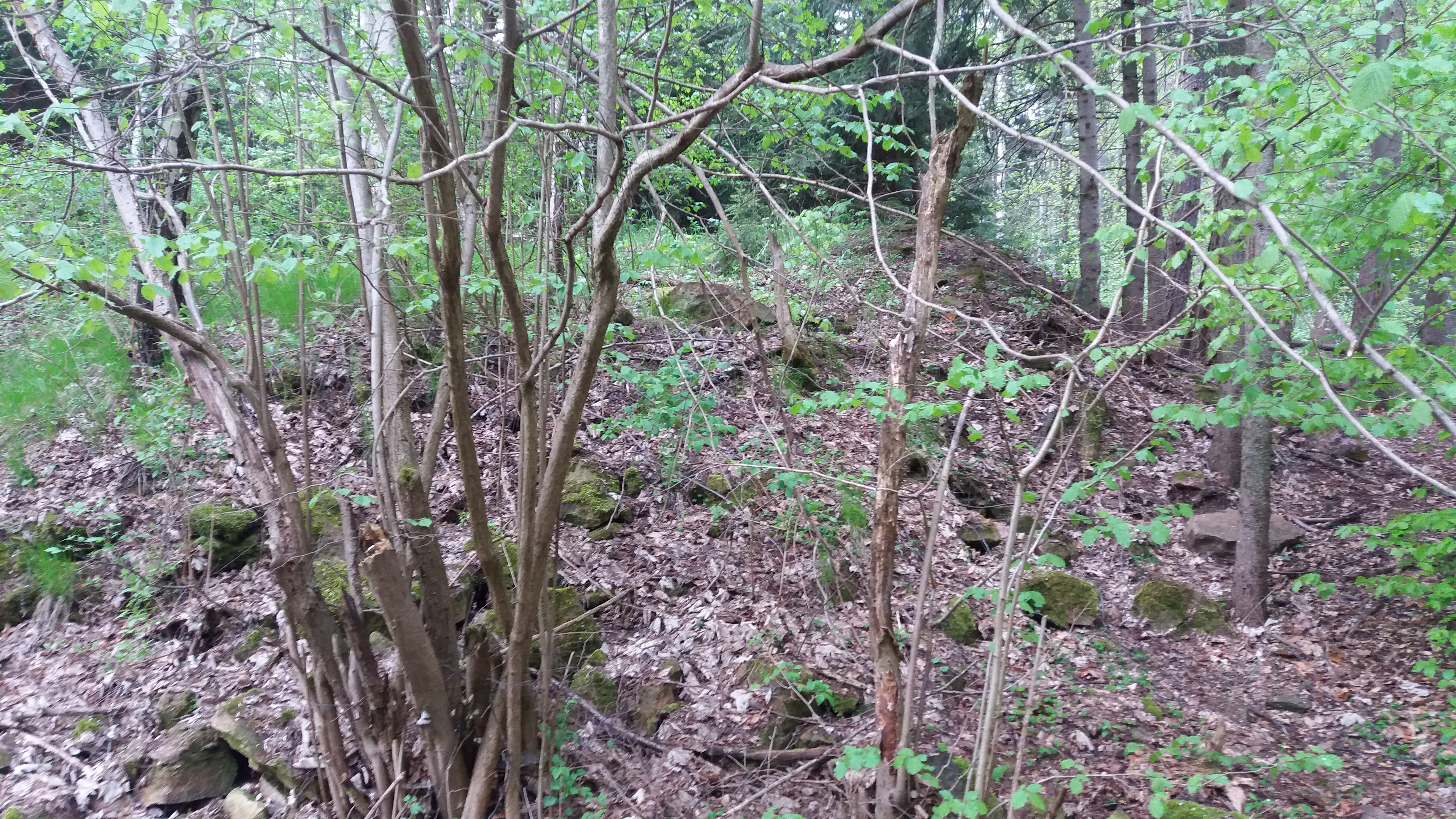
Trümmer der Kirche auf dem Johannesberg

Janovičky, bis 1950 Janovice (deutsch Johannesberg) ist ein Ortsteil der Gemeinde Heřmánkovice in Tschechien. Er liegt sechs Kilometer nördlich des Stadtzentrums von Broumov nahe der tschechisch-polnischen Grenze im Heidelgebirge (Javoří hory) und gehört zum Okres Náchod.

## Geographie
Janovičky erstreckt sich am Südabfall des Heidelgebirges entlang der alten Schweidnitzer Straße, die heute als Staatsstraße II/303 im Ort endet. Südlich des Dorfes entspringt der Svinský potok (Saubach), westlich der Kravský potok (Kuhbach) und der Liščí potok (Fuchsbach). Nördlich erheben sich der Kropiwiec (Steinhügel, 706 m n.m.) und der Czarnoch (Schwarze Berg, 725 m n.m.), im Nordosten die Góra Źródlana (Bornberg, 681 m n.p.m) und der Saalenberg (667 m n.m.), östlich der Johannesberg (644 m n.m.) und der Leszyniec (Haselberg, 725 m n.m.), im Südosten die Červená hora (Rother Berg, 747 m n.m.) und der Bobří vrch (Bieberstein, 740 m n.m.), südlich der Růžek (Hörnl, 635 m n.m.), im Südwesten die Prostřední hora (Mittelberg, 579 m n.m.) und der Supí vrch (Geyersberg, 541 m n.m.), westlich der Velbloudí vrch (Kammelberg, 576 m n.m.) sowie im Nordwesten der Jedlový vrch (Brodsberg, 734 m n.m.).
Nachbarorte sind Łomnica (Lomnitz) und Głuszyca Górna (Oberwüstegiersdorf) im Norden, Kolce (Dörnhau) und Sierpnice (Rudolfswaldau) im Nordosten, Nowa Głuszyca (Neu Giersdorf), Złote Wody (Goldwasser),  Wszeradz (Schweinegraben) und Bartnica (Beutengrund) im Osten, Wrześnik (Schafwiese), Granicznik (Markgrund) und Šonov (Schönau) im Südosten, Fuchshäuser, Rožmitál (Rosental) und Benešov im Süden, Heřmánkovice im Südwesten und Westen sowie Radosno (Freudenburg), Trzy Strugi (Dreiwässertal) und Granna (Grenzthal) im Nordwesten.

## Geschichte
Die Siedlung Johannesberg wurde 1560 durch den Braunauer Abt Johann von Chotow auf Dominikalgründen entlang eines von Braunau über das Heidelgebirge nach Schweidnitz führenden Handelsweges angelegt und ist nach ihrem Gründer benannt. In den Jahren  1672–1673 ließ der Abt Thomas Sartorius auf dem gleichnamigen Hügel (644 m n.m.) über dem Dorf eine hölzerne Kirche errichten. 1726 ließ der Abt Othmar Daniel Zinke die Filialkirche Johannes des Täufers durch Kilian Ignaz Dientzenhofer instand setzen und an das hölzerne Schiff einen steinernen barocken Chor und Sakristei anbauen. Bis 1784 war Johannesberg nach Schönau eingepfarrt, danach gehörte das Dorf zur Lokalie Hermsdorf.
Im Jahre 1833 bestand das im Königgrätzer Kreis gelegene Dorf Johannesberg aus 55 Häusern, in denen 419 Personen lebten. Haupterwerbsquelle bildete die wegen der Höhenlage wenig ertragreiche Landwirtschaft. Im Ort gab es die Filialkirche Johannes des Täufers, eine Filialschule, ein k.k. Grenzzollamt und ein Wirtshaus. Nach Johannesberg inskribiert war die einschichtige Baiermühle am Fuchsbach. Pfarrort war Hermsdorf.  Bis zur Mitte des 19. Jahrhunderts blieb das Dorf der Stiftsherrschaft Braunau untertänig.
Nach der Aufhebung der Patrimonialherrschaften bildete Johannesberg/Janovice ab 1849 einen Ortsteil der Gemeinde Hermsdorf/Heřmánkovice im Gerichtsbezirk Braunau. 1862 wurde die Lokalie Hermsdorf zur Pfarrei erhoben. Im Jahre 1868 wurde Johannesberg dem Bezirk Braunau zugeordnet. 1871 wurde ein neues Schulhaus eingeweiht. Johannesberg löste sich in den 1870er Jahren von Hermsdorf los und bildete eine eigene Gemeinde.
1885 lebten in Johannesberg 354 Personen, die durchweg zur deutschen Volksgruppe gehörten. Im selben Jahr erfolgte der Ausbau der von Braunau über das Heidelgebirge nach Schweidnitz und Breslau führenden Schweidnitzer Straße zur Chaussee. Neben der Kleinlandwirtschaft bildete die der Arbeit in den Betrieben der Nachbarorte zunehmend die Erwerbsgrundlage; in Johannesberg gab es keine Industrieansiedlungen. Zum Ende des 19. Jahrhunderts entwickelte sich das Dorf wegen seiner reizvollen Lage am Gebirgshang immer mehr zur Sommerfrische. Das größte Ausflugslokal war das Gast- und Weinhaus von Franz Birke. Im Jahre 1900 hatte Johannesberg 296 Einwohner, 1913 waren es 251 und 1920 nur noch 238. 1930 lebten 219 Menschen in der Gemeinde. Nach dem Münchner Abkommen wurde Johannesberg im Herbst 1938 dem Deutschen Reich zugeschlagen und gehörte bis 1945 zum Landkreis Braunau. 1939 war die Einwohnerzahl auf 171 gesunken. Nach dem Ende des Zweiten Weltkrieges kam Janovice zur Tschechoslowakei zurück und die deutsche Bevölkerung wurde vertrieben.
Der Grenzübergang über den Johannesberger Pass (Przełęcz pod Czarnochem) in das nun polnische Weistritztal wurde nach dem Ende des Zweiten Weltkrieges geschlossen. Am Johannistag 1948 fand die letzte Prozession zur Johannesberger Kirche statt. 1950 wurden Janovice und Heřmánkovice zu einer Gemeinde Heřmánkovice zusammengeschlossen, zugleich erfolgte die Umbenennung des Ortsteils Janovice in Janovičky.
Im Zuge der Gebietsreform von 1960 erfolgte die Aufhebung des Okres Broumov, seitdem gehört Janovičky zum Okres Náchod. 1961 lebten nur noch sechs Menschen in Janovičky. Die Kirche wurde 1964 abgerissen. Zwischen 1981 und 1990 war Janovičky nach Broumov eingemeindet. 1991 hatte Janovičky keine ständigen Einwohner. Im Jahre 2001 bestand das Dorf aus 20 Wohnhäusern und hatte vier Einwohner. 2003 ließ der tschechische Staat die Zufahrt zum Grenzübergang „Broumov – Janovičky – Głuszyca“ rekonstruieren; auf polnischer Seite endet die asphaltierte Straße 850 m unterhalb des Johannesberger Passes in Głuszyca Górna.

## Ortsgliederung
Zu Janovičky gehört die Ansiedlung Ve Mlýně (Baiermühle).
Der Ortsteil Janovičky bildet den Katastralbezirk Janovičky u Broumova.

## Sehenswürdigkeiten
- Hotel Zámeček, die Ausflugsgaststätte wurde zu Beginn des 20. Jahrhunderts als Gast- und Weinhaus Franz Birke errichtet
- Statue des hl. Johannes von Nepomuk
- Dreiherrenstein, der 1732 gesetzte Grenzstein befindet sich zwischen Janovičky und Bartnica an der Grenze zu Polen auf dem Leszyniec und markiert die historische Grenze zwischen der Stiftsherrschaft Braunau, dem Herzogtum Schweidnitz und der Grafschaft Glatz. Eingemeißelt sind die Wappen des Stifts Braunau, derer von Hochberg und der Besitzer des Gutes Hausdorf.